# Cylindrocarpon macrosporum
Cylindrocarpon macrosporum är en svampart som först beskrevs av Speg., och fick sitt nu gällande namn av Deighton & Piroz. 1972. Cylindrocarpon macrosporum ingår i släktet Cylindrocarpon och familjen Nectriaceae.   Inga underarter finns listade i Catalogue of Life.